# Negligência completa da sobreposição diferencial
A Negligência Completa da Sobreposição Diferencial (CNDO) é um dos primeiros métodos semi-empíricos em química quântica. Ele usa duas aproximações:
A aproximação do núcleo, onde apenas os elétrons de valência externos são explicitamente incluídos e a sobreposição diferencial zero. A CNDO/2 é a versão principal do CNDO. O método foi introduzido pela primeira vez por John Pople e colegas.

## Antecedentes
Um método anterior foi o método estendido de Hückel, que ignora explicitamente os termos de repulsão elétron-elétron. Era um método para calcular a energia eletrônica e os orbitais moleculares. O CNDO/1 e o CNDO/2 foram desenvolvidos a partir deste método, incluindo explicitamente os termos de repulsão elétron-elétron, mas negligenciando muitos deles, aproximando alguns deles e ajustando outros a dados experimentais de espectroscopia.

## Metodologia
A mecânica quântica fornece equações baseadas no método de Hartree-Fock e nas equações de Roothaan que o CNDO usa para modelar átomos e suas localizações. Essas equações são resolvidas iterativamente até o ponto em que os resultados não variam significativamente entre duas iterações. O CNDO não envolve conhecimento sobre ligações químicas, mas usa conhecimento sobre funções de onda quânticas. O CNDO pode ser usado tanto para moléculas de camada fechada, onde os elétrons estão totalmente pareados em orbitais moleculares, quanto para moléculas de casca aberta, que são radicais com elétrons desemparelhados. Também é usado em cálculos de estado sólido e nanoestruturas.